# Pristimantis acatallelus
Pristimantis acatallelus is een kikker uit de familie Strabomantidae. Pristimantis acatallelus werd voor het eerst wetenschappelijk gepubliceerd door Lynch en Ruiz-Carranza in 1983 onder de naam Eleutherodactylus acatallelus. Sinds 2007 wordt de soort binnen de familie Pristimantis geplaatst door Heinicke, Duellman en HedgesDe soort komt voor in Colombia op een hoogte van 2000 tot en met 2600 meter boven het zeeniveau.